# Parkinsel

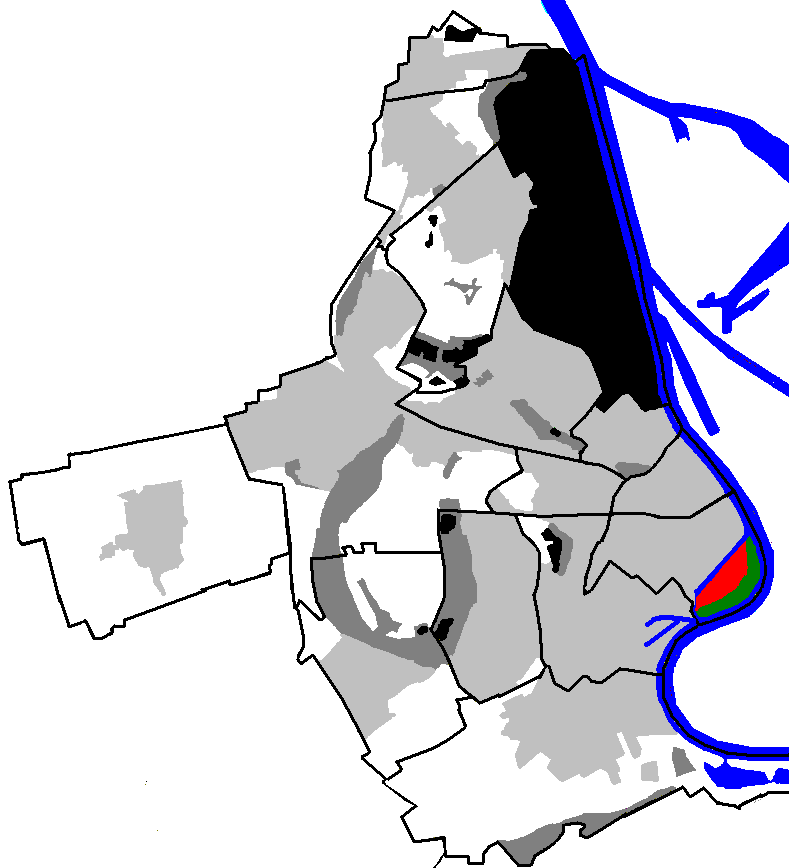
Lage in der Stadt Ludwigshafen

Die Parkinsel ist ein Teil der Südlichen Innenstadt der Stadt Ludwigshafen am Rhein. Sie ist zum Teil Hafengebiet, Wohngegend der gehobenen Klasse und Stadtpark.
Die Insel, die gegenüber dem Mannheimer Stephanienufer und der Reißinsel am Rhein liegt, gehörte ursprünglich zum heutigen Stadtteil Mundenheim und war damals als Mundenheimer Wäldchen bekannt.

## Geschichte

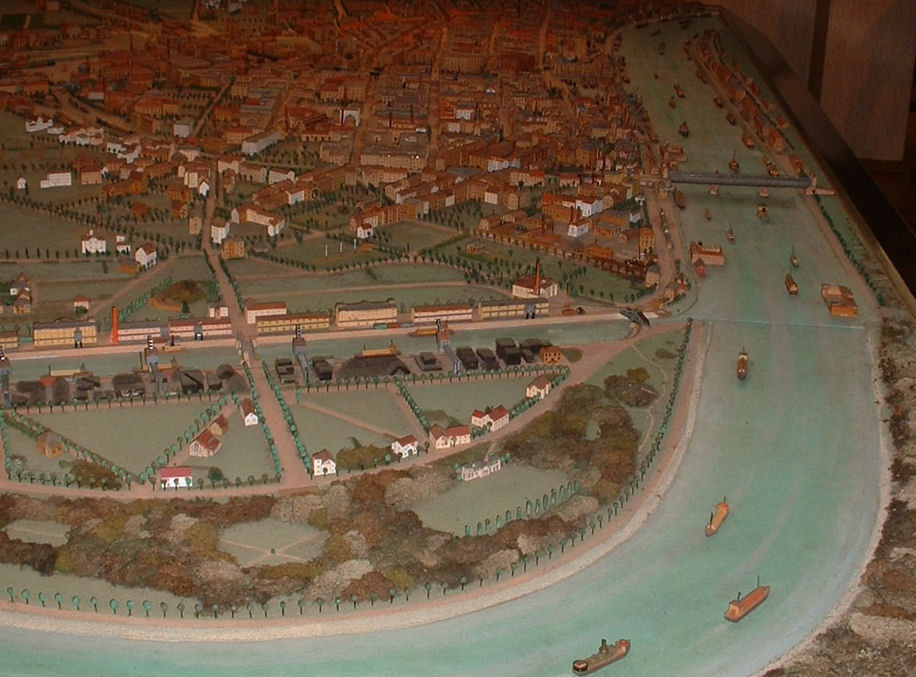
Modell der Parkinsel und der südlichen Innenstadt um 1900

Die Ludwigshafener Parkinsel ist nicht natürlichen Ursprungs, sondern entstand durch den Bau des Luitpoldhafens in den Jahren 1893 bis 1898 aus einem abgetrennten Mundenheimer Gemarkungsteil. Entlang der Uferlinie stand schon damals ein dichter Auwald, das Mundenheimer Wäldchen. Seit 1968 ist die Parkinsel eigentlich keine Insel mehr, da sie mittels eines Damms wieder mit dem Festland verbunden wurde.
Vor der Rheinbegradigung war das Mundenheimer Wäldchen ein Auenwald mit Eichen- und Ulmen-Bestand und wurde mindestens einmal im Jahr überschwemmt. Dabei saugte der Waldboden das Hochwasser wie ein Schwamm auf und gab es allmählich wieder ab.
Das Mundenheimer Wäldchen war bis 1899 im Besitz der eigenständigen Gemeinde Mundenheim. Schon 1898 ersuchte die Stadt Ludwigshafen ihre Nachbargemeinde, den Auwald abzutreten. Doch Mundenheim lehnte ab und verkaufte im Jahr 1898 das Wäldchen an einen Investor, der das Wäldchen abholzen und darauf eine Wohnsiedlung bauen lassen wollte. Das Bezirksamt Ludwigshafen genehmigte jedoch dieses Vorhaben nicht. Daraufhin legte die Gemeinde Mundenheim Beschwerde beim Staatsministerium des Innern in München ein. Die königlich-bayerische Forstbehörde genehmigte nun die Abholzung des Mundenheimer Wäldchens. Nur durch eine Intervention des Ludwigshafener Oberbürgermeisters Friedrich Krafft wurde die bereits erteilte Genehmigung wieder zurückgezogen. Im Jahr 1899 wurde Mundenheim eingemeindet und so gelangte auch die Parkinsel in den Besitz der Stadt Ludwigshafen. Nun konnte Oberbürgermeister Krafft das Wäldchen in einen Park umwandeln lassen. Im November 1900 genehmigte der Stadtrat die Ausführung des Parks, den ein zwei Jahre zuvor eingestellter Stadtgärtner planen sollte.
Ende der 1960er Jahre wurde die Parkinsel streng genommen zur Halbinsel, als die Kammerschleuse am südlichen Ende des Luitpoldhafens geschlossen und durch einen befahrbaren Damm ersetzt wurde.
Ende Mai/Anfang Juni 2013 gab es ein schweres Hochwasser, das auch die Parkinsel heimsuchte. Der gesamte Stadtpark stand fast zwei Meter unter Wasser. Wegen des Hochwassers mussten die Zelte, die bereits für das Festival des deutschen Films errichtet worden waren, kurzfristig wieder abgebaut werden. Nachdem das Wasser am 5. Juni 2013, eine Woche vor dem Festival, immer noch einen Meter im Stadtpark stand, wurde kurzerhand das Festival auf eine Brachfläche gegenüber der Parkinsel auf dem Festland am Luitpoldhafen verlegt. Diese Entscheidung war nötig, weil nach dem Rückgang des Hochwassers nicht mehr ausreichend Zeit war, die Standfestigkeit sämtlicher Bäume zu prüfen; wegen des aufgeweichten Bodens bestand die Gefahr, dass Bäume mitsamt den Wurzeln umkippten.
Im April 2022 gaben Georg Kuthan und Martin Wegner das Buch „Vom Mundenheimer Wäldchen zum Stadtpark. Eine kleine Geschichte der Ludwigshafener Parkinsel“ im Llux-Verlag heraus. Es ist verfasst von Julia Kratz mit Bildmaterial des Ludwigshafener Stadtarchivs. Restexemplare der Erstauflage sind erhältlich im Ludwigshafener Büro von Kuthan-Immobilien und der Rechtsanwaltskanzlei von Martin Wegner. Eine Spende in Höhe von 15 Euro wird erbeten für den Verein Kultur Rhein-Neckar e.V.

### Wasserwerk Parkinsel
Bereits 1902 wurde am Rheinufer eine Pumpstation zur Förderung von Uferfiltrat errichtet, die ins Trinkwassernetz einspeiste. 1935 ging nach einer Bauzeit von zwei Jahren das heutige Wasserwerk auf der Parkinsel mit einer täglichen Fördermenge von 40.000 m³ in Betrieb. Gewonnen und aufbereitet wurde ein Mischwasser aus Uferfiltrat und tieferem Grundwasser. Es ersetzte das 1895 fertiggestellte erste Wasserwerk der Stadt an der Speyerer Straße zwischen Mutterstadt und Oggersheim. Das Werk auf der Parkinsel wurde 1943, 1944 und Anfang 1945 mehrfach bombardiert und fiel kurze Zeit ganz aus. Nach dem Wiederaufbau wurde das Wasserwerk „Parkinsel“ zum Hauptlieferanten des Trinkwassers in der Stadt bis zur Inbetriebnahme des Wasserwerkes „Maudach/Oggersheim“ 1970. Seit diesem Zeitpunkt liefern beide Werke je die Hälfte des Bedarfs.
Heute wird im Wassergewinnungsgebiet auf der Parkinsel Grundwasser aus Tiefbrunnen zwischen 200 und 400 m Tiefe gefördert, aufbereitet und ins Trinkwassernetz eingespeist. Dieses unbelastete Tiefengrundwasser ist durch mehrere, z. T. meterdicke abdichtende Tonschichten gegen schädliche Umwelteinflüsse von oben abgesichert. Diese Wässer aus den tiefen Grundwasserschichten haben letztmals vor 10.000  bzw. 20.000 Jahren am natürlichen Kreislauf teilgenommen (mit Radiocarbonmethode bestimmt).

### Förderverein Parkinsel
Im Juni 2013 wurde von Bürgern der Parkinsel ein Förderverein gegründet, der sich zum Ziel gesetzt hat, den Erhalt und die Pflege des Stadtparks auf der Parkinsel zu schützen und durch ehrenamtliche Arbeit zu unterstützen und zu fördern.

### Chronologie

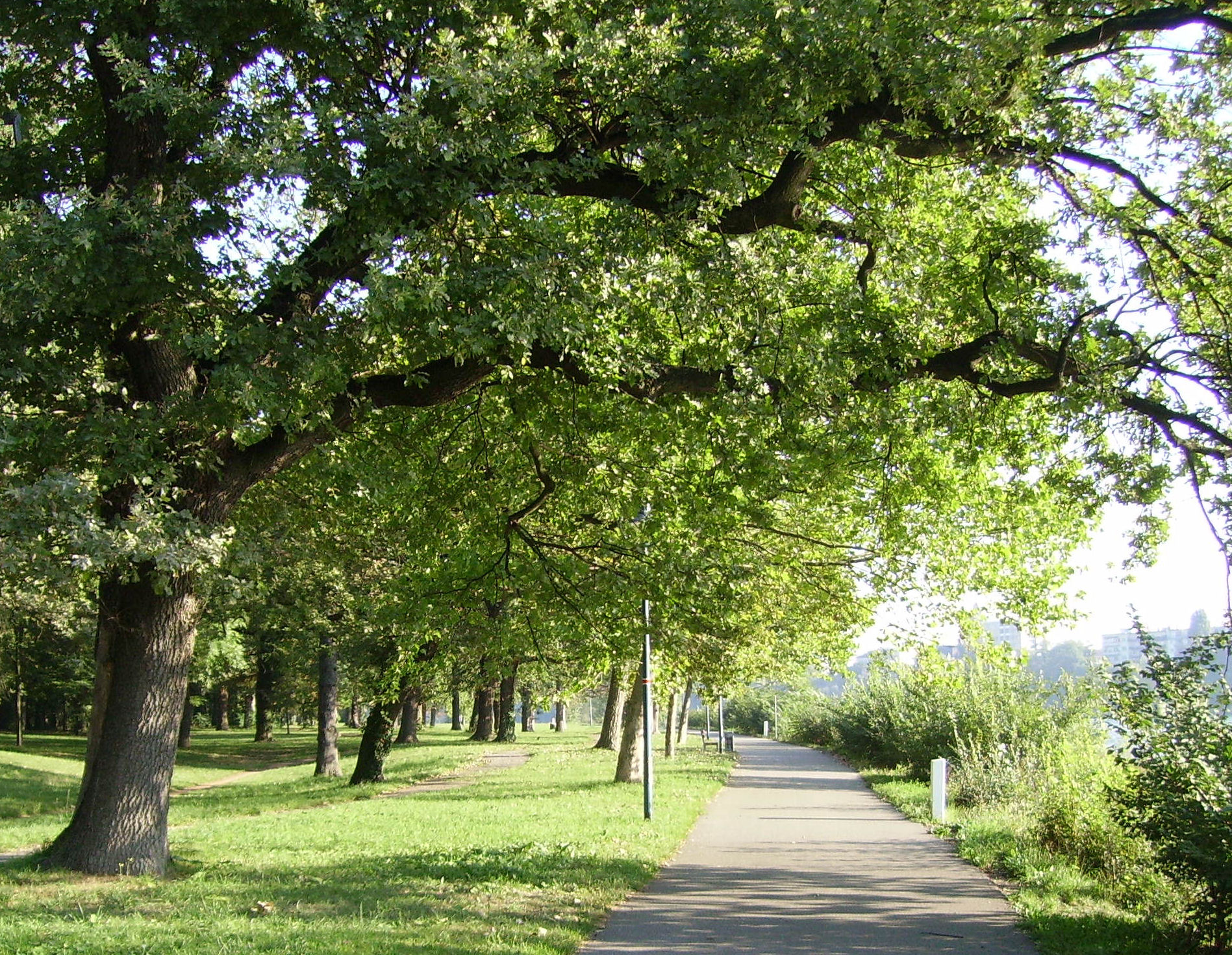
Uferweg am Rhein

1893–1898 Abtrennung der Parkinsel durch den Bau des Luitpoldhafens
1898 Gemeinde Mundenheim bewilligt Abholzung des Mundenheimer Wäldchens (Ludwigshafens Oberbürgermeister Krafft verhindert dies)
1899 Mundenheim wird eingemeindet
1900 Beschluss des Gemeinderates zur Ausführung des Stadtparks auf der Parkinsel
1901 Eröffnung des Stadtparks
1903 Abschluss der Arbeiten am Stadtpark
1904 Erstes Parkfest mit 80.000 Besuchern
1934 Aufschüttung der Sandbank am Strandbad zum Badestrand mit feinem Sand
1947–1951 Beseitigung der Kriegsschäden, Neuplanung des Parks als offenere Anlage mit großen Rasenflächen, Bau der Wege entlang des Rheins
1999 Starke Sturmschäden
2003 Hundertjahrfeier
2005 Erstes Festival des deutschen Film
2013 Schweres Hochwasser mit gesamter Überflutung des Stadtparks sowie der angrenzenden Rheinpromenade (Hannelore-Kohl-Promenade). Filmfestival wird auf eine Brachfläche am Luitpoldhafen verlegt.

### Zitat von Ernst Bloch
Der Philosoph Ernst Bloch erinnerte sich 1970 bei einem Spaziergang am Rhein an seine Kindheit:
„Und meine alten holländischen Freunde, die Matrosen, die stiegen wieder vor mir auf, die mit acht Jahren mich zuerst Pfeife rauchen gelehrt haben mit holländischem Tabak, mit denen zusammen ich in den Mundenheimer Wald ging, den Munnemer Wald gegangen bin, wo wir Blindschleichen gefangen haben, gehäutet, auf Feuer geröstet und statt Salz Pulver daran geschüttet haben als richtige Männer.“

### Zitat von Hedwig Laudien
Die Schriftstellerin Hedwig Laudien schreibt über das Mundenheimer Wäldchen:
"Unheimliches Wäldchen
Es war nicht gerade traulich zu nennen, dieses Mundenheimer Wäldchen. Mit seinem dichten Unterholz, dem Geflechte der Waldreben, deren Blätter- und Blütengerank in üppiger Fülle von den hohen Ulmen hernieder hing, und seinen vermoderten, gespensterhaften Sumpfweiden, die sich in stillen Gewässern spiegelten, konnte es eher ein leichtes Gruseln hervorrufen."

## Natur
In der Hartholzaue der Parkinsel wachsen Stieleiche, Esche, Feldahorn und einige Exemplare der Feldulme. Der Bestand an Ulmen war ursprünglich größer, wurde jedoch durch den Ulmensplintkäfer stark beschädigt. Außerdem kommen in der Hartholzaue Wildapfel, Weißdorn und die Wildbirne vor. In der Krautschicht des Auwaldes gibt es den Zweiblättrigen Blaustern, Buschwindröschen, Blutampfer, Waldsegge und Aronstab.
Im Hochsommer wachsen an der Uferböschung seltene Arten wie der Kanten-Lauch, der Echte Haarstrang, der Weiden- und Wiesen-Alant. Diese Arten sind durch die zunehmende Verbuschung des Rheinufers bedroht.
Auf der Parkinsel leben rund 80 Vogelarten, darunter Grünspecht und Buntspecht, Zaunkönig, Stieglitz und Goldhähnchen.
Seit ungefähr 1999 findet sich auch ein Schwarm von ca. 50 Halsbandsittichen auf der Parkinsel.
Die Parkinsel ist auch für ihre reiche Anzahl an sehr alten Bäumen bekannt. Die Platanenallee am Ufer ist eines der Markenzeichen der Parkinsel.

## Bildergalerie

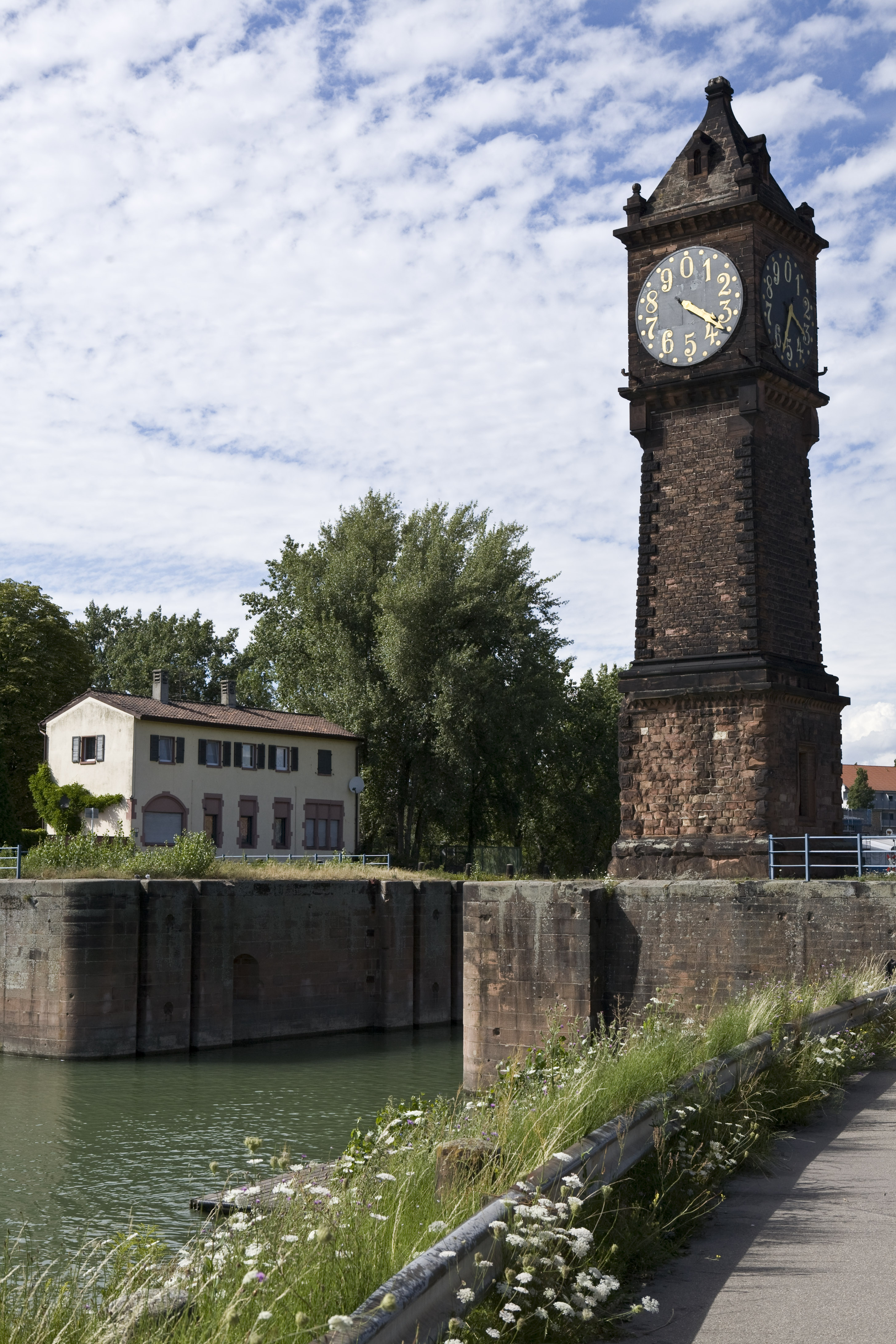
Pegeluhr
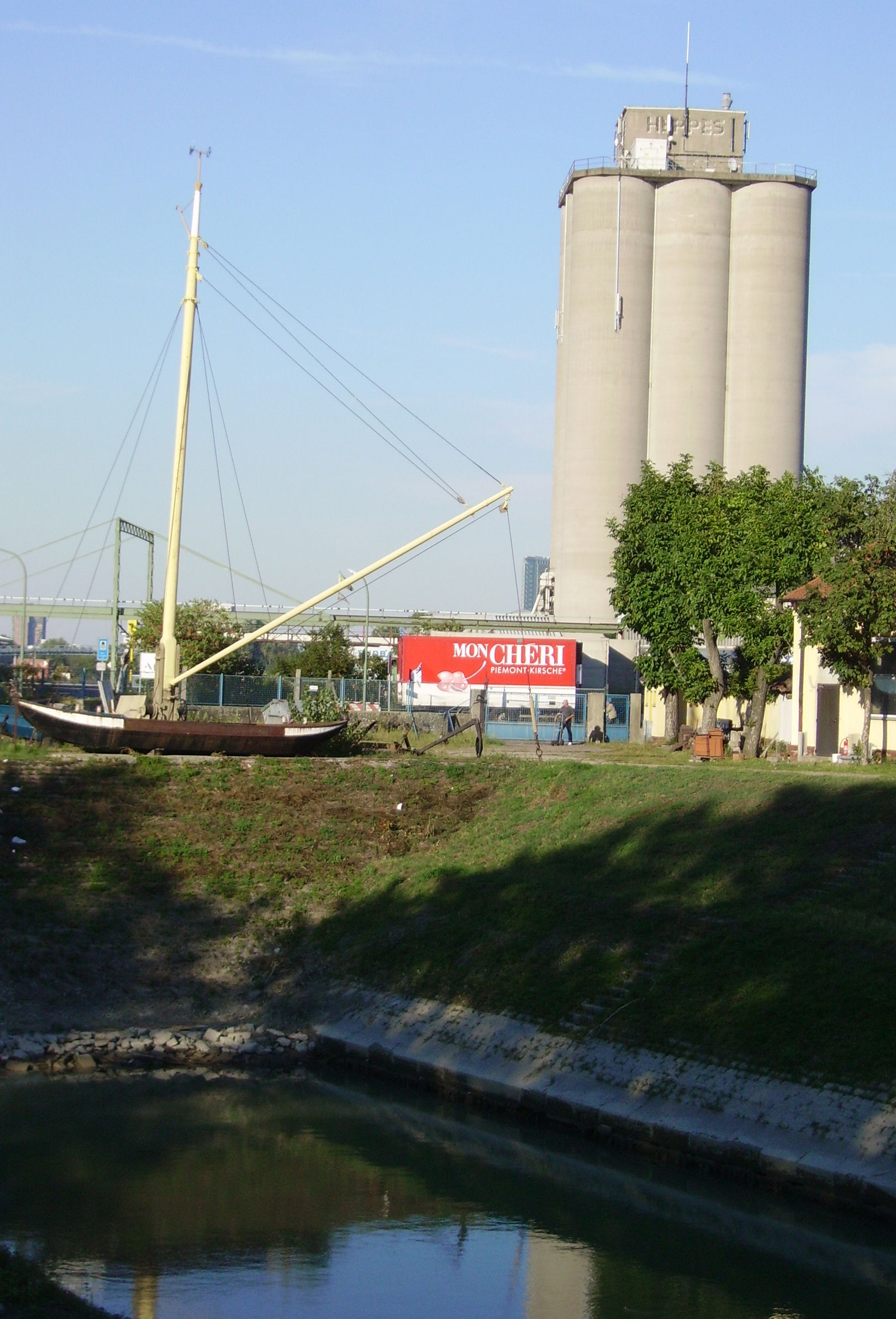
Speicher
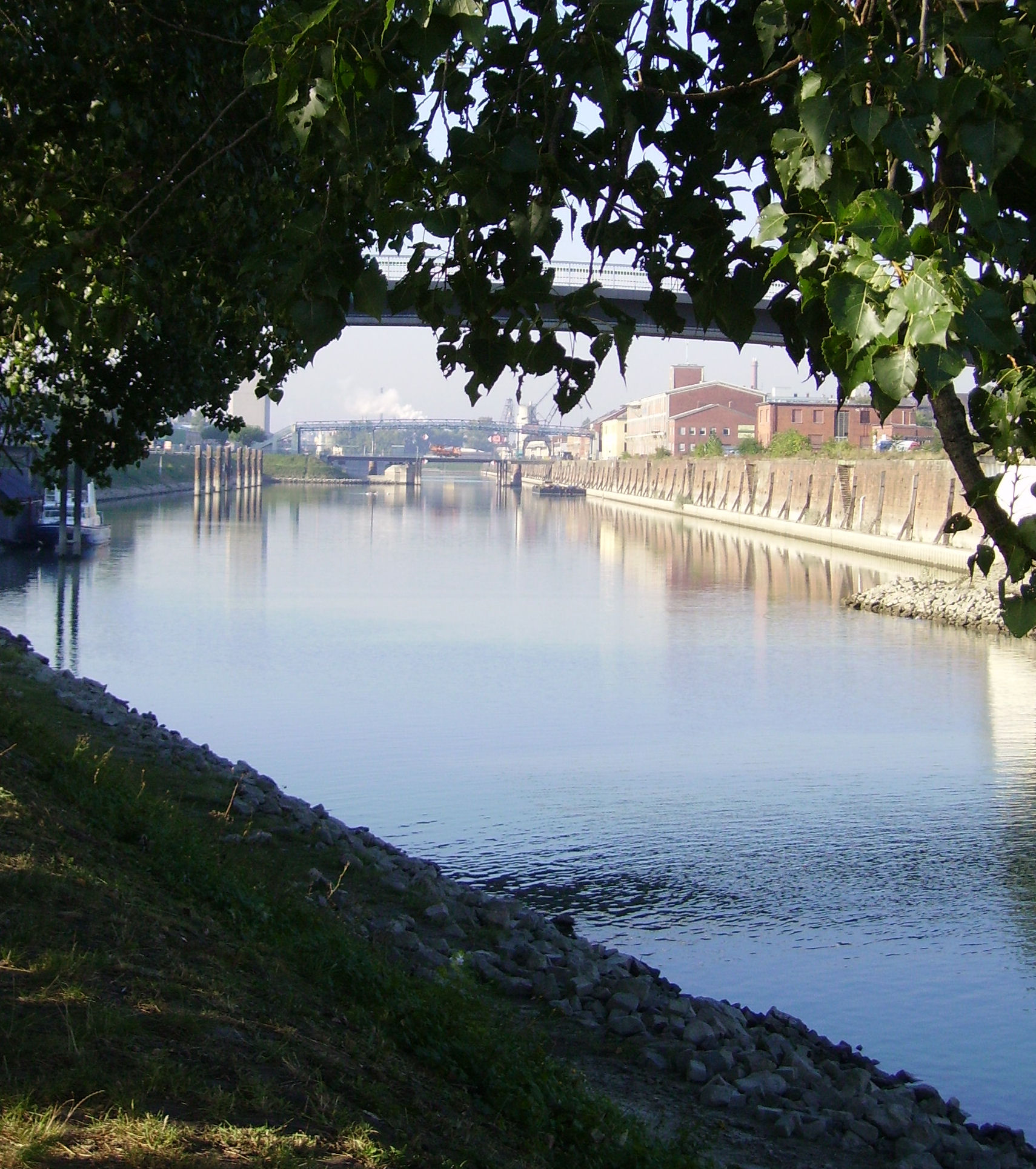
Luitpoldhafen
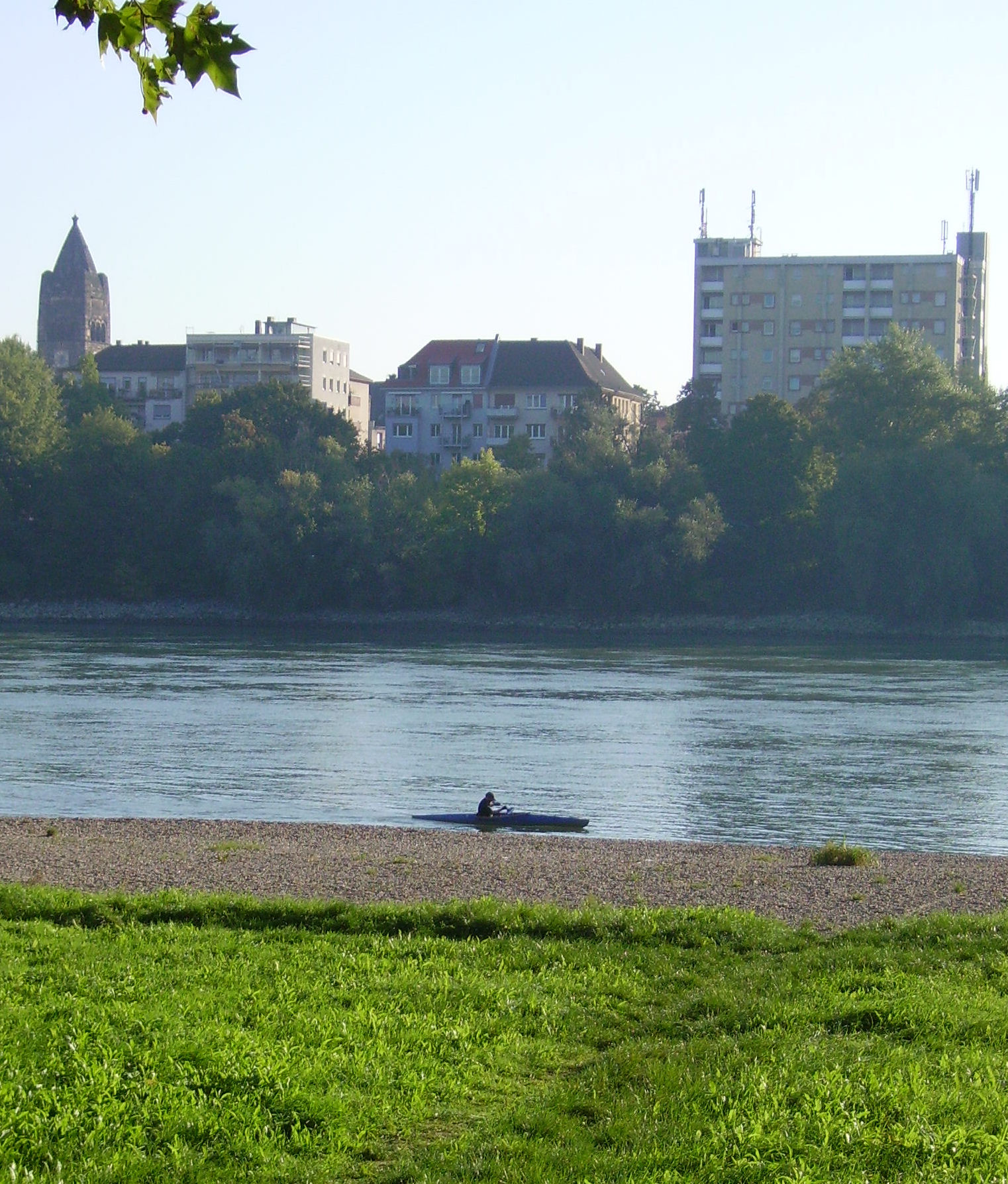
Blick nach Mannheim
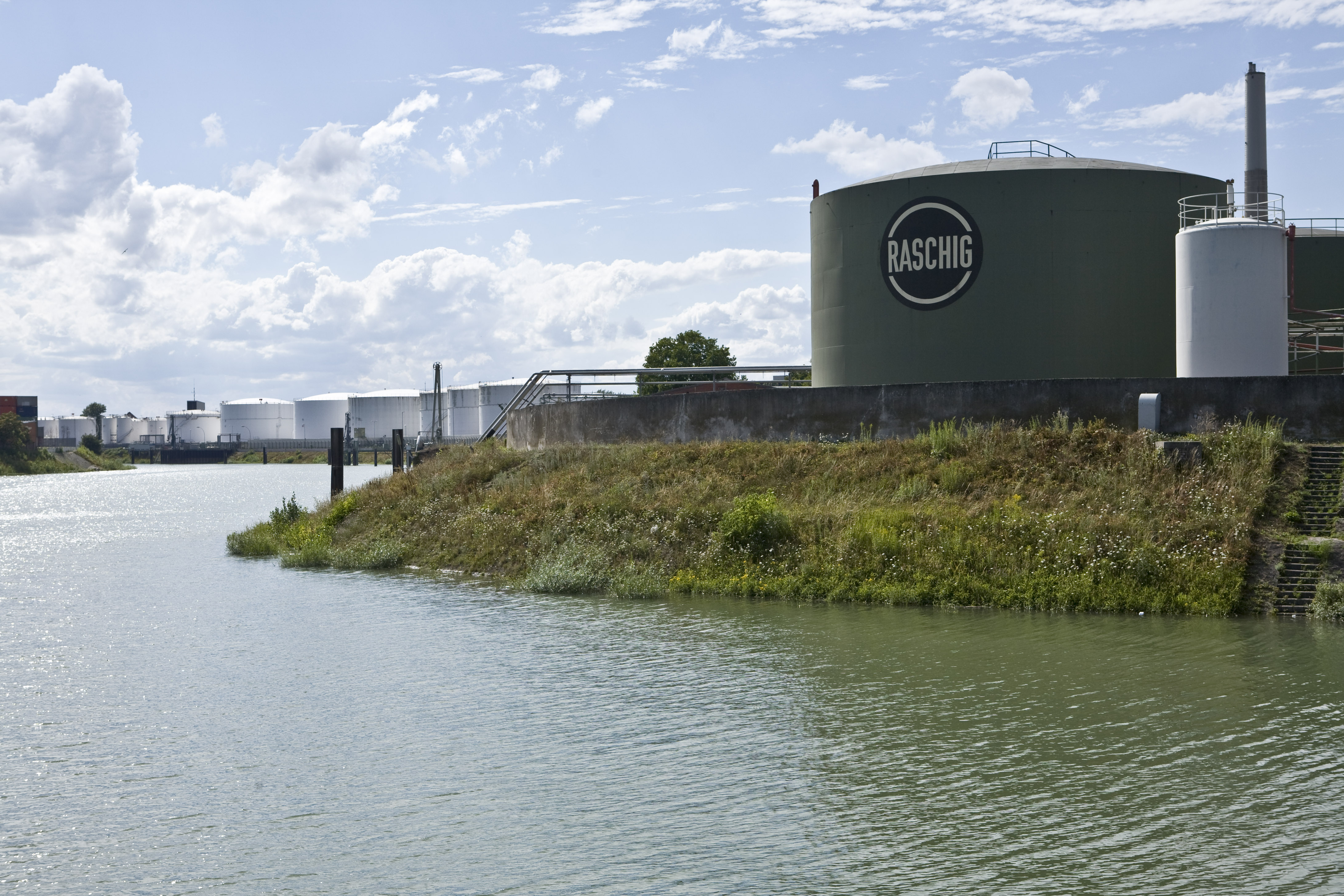
Betriebsgelände der Raschig GmbH

## Festival des deutschen Films
Seit 2005 findet auf der Parkinsel das jährliche Festival des deutschen Films, in dessen Rahmen auch der Deutsche Filmkunstpreis verliehen wird, statt.